# Балинци
Балинци (мкд. Балинци) су насеље у Северној Македонији, у јужном делу државе. Балинци су насеље у оквиру општине Валандово.
Балинци имају велики значај за српску заједницу у Северној Македонији, пошто Срби чине мањину у насељу.

## Географија
Балинци су смештени у јужном делу Северне Македоније. Од најближег града, Валандова, село је удаљено 5 km југозападно.
Село Балинци се налази у историјској области Бојмија. Село је положено у долини Вардара, на приближно 80 метара надморске висине. Околина насеља је на равничарска и плодно пољопривредно подручје, 
Месна клима је измењена континентална са значајним утицајем Егејског мора (жарка лета).

## Становништво
Балинци су према последњем попису из 2021. године имали 366 становника.
Претежна вероисповест месног становништва је православље.
| Национални састав према попису из 2021.‍ | Национални састав према попису из 2021.‍ | Национални састав према попису из 2021.‍ | Национални састав према попису из 2021.‍ | Национални састав према попису из 2021.‍ |
| --------------------------------------- | --------------------------------------- | --------------------------------------- | --------------------------------------- | --------------------------------------- |
|                                         |                                         |                                         |                                         |                                         |
| Македонци                               | Македонци                               |                                         | 281                                     | 76,8%                                   |
| Срби                                    | Срби                                    |                                         | 82                                      | 22,4%                                   |